# Zofia Szeptycka
Sofia Ludvika Cecila Constancia Sheptytska (tiếng Ba Lan: Zofia Ludwika Cecyla Konstancja Szeptycka, sinh ngày 27 tháng 5 năm 1837— ngày 17 tháng 4 năm 1904 tại Prylbychi, nay là Ukraine) là một nữ bá tước, nhà thơ, họa sĩ người Ba Lan. Bà là mẹ của Andrey Sheptytsky, Giám mục đô thành của Giáo hội Công giáo Ukraina (1900–1944), và là mẹ của Chân phước Klymentiy Sheptytsky.

## Tiểu sử
Zofia Szeptycka là con gái của nhà viết kịch người Ba Lan Alexander Fredro. Bà được đi học ở Paris và Vienna. Năm 1855, bà kết thân với các công nhân của Hôtel Lambert. Trong các năm 1856–1861, Zofia Szeptycka sống ở Lviv. Tháng 10 năm 1861, bà đính hôn với Jan Kanty Szeptycki. Bà có bảy người con trai, trong đó hai người mất khi còn nhỏ (Stephen khi lên 2 và Yuri (Iso) khi 17 tuổi). Bà là một người theo chủ nghĩa tôn giáo cực đoan, điều này đã ảnh hưởng sâu sắc đến các con trai của bà và họ quyết định phụng sự Đức Chúa Trời. Roman sau này trở thành Giám mục đô thành Andrey. Kazimir - cha Klymentiy - đã tử đạo vì Đức tin, mất tại Gulag vào tháng 5 năm 1950. Con trai Stanislav của bà tốt nghiệp Học viện Quân sự Vienna và trở thành một vị tướng trong Quân đội Ba Lan. Alexander làm một địa chủ. Lev ở với cha mẹ tại Prylbychi. Lev và vợ bị Bộ Dân ủy Nội vụ Liên Xô xử bắn tại Prylbychi vào tháng 9 năm 1939. Alexander bị Gestapo sát hại tại Zamostie vào năm 1940.

## Tác phẩm
Zofia Szeptycka là một họa sĩ. Bà đã vẽ tranh chân dung của cha, mẹ, anh trai và một bức tự họa. Những tác phẩm này được đặt trong các sách của bà như các vật triển lãm. Nhiều bức tranh của bà được dùng trang trí các nhà thờ Công giáo Ba Lan ở Lviv, Kraków, Zhovkva và những nơi khác. Bà đã vẽ chân dung của Thánh John thành Dukla và tặng cho Nhà thờ Bernardine, Lviv, nơi Thánh được chôn cất.
Zofia Szeptycka là tác giả của một số truyện và tiểu luận được viết như nhật ký gia đình của bà. Trong các năm 1900–1903, bà cho ra mắt cuốn sách tên là "Memories of the Past Years”. Năm 1904, sau khi bà mất, các tờ báo "Gazeta Narodowa" và "Przegl Krad Polski" của Kraków lần đầu tiên công bố những câu chuyện riêng lẻ của bà. Bà kể ký ức về tuổi trẻ của Andrey Sheptytsky. Tuyển tập "Letters" gồm hai quyển của bà được xuất bản tại Kraków trong hai năm 1906–1907.
Zofia Szeptycka mất ngày 17 tháng 4 năm 1904. Bà được chôn cất tại mảnh đất của gia đình tại Prylbychi.

## Văn chương
- Barbara Lasocka: Aleksander Fredro. Drogi życia, Oficyna Wydawnicza Errata, Warszawa 2001, ISBN 83-913140-4-9.
- Zbigniew Kuchowicz: Al. Fredro we fraku i w szlafroku. Osobowość i życie prywatne – Łódź: KAW, 1989.
- Zofia Szeptycka: Młodość i powołanie ojca Romana Andrzeja Szeptyckiego zakonu św. Bazylego Wielkiego, oprac. Bogdan Zakrzewski, Wrocław: Towarzystwo Przyjaciół Polonistyki Wrocł., 1993.
- Zofia Szeptycka: Wspomnienia z lat ubiegłych, przyg. do druku, wstępem i przypisami opatrzył B. Zakrzewski, Wrocław: Zakł. Nar. im. Ossolińskich, 1967.